# Jan Pociej (matematyk)
Jan Łukasz Pociej (ur. 18 października 1916 w Opatowcu, zm. 2005 w Krakowie) – polski matematyk i statystyk, syn Jana i Julii, działacz sportowy i kulturalno-oświatowy w Opatowcu, żołnierz Narodowych Sił Zbrojnych, od 1957 pracownik, a od 1960 kierownik Katedry Statystyki Matematycznej Wyższej Szkoły Rolniczej w Krakowie, członek Komitetu Ekonomiki Rolnej PAN, członek Sodalicji Mariańskiej i Chóru Katedralnego na Wawelu (od 1946), odznaczony Medalem Papieskim "Pro Ecclesia et Pontifice", biegły Sądu Okręgowego w Krakowie, członek Towarzystwa Ziem Zachodnich, autor książek z dziedziny statystyki matematycznej, inwigilowany przez UB i kontrwywiad, odmówił współpracy z organami bezpieczeństwa.

## Publikacje
- Wybrane tablice statystyczne, Kraków 1979 (i 1982)
- Statystyka matematyczna, Kraków 1974 (kolejne wydania 1976, 1980, 1986)